# ريد إيونج
ريد إيونج (بالإنجليزية: Reid Ewing)‏ هو مغني وممثل أمريكي، ولد في 7 نوفمبر 1988 بفلوريدا في الولايات المتحدة.

## أعمال

### أفلام
- (2011) ليلة الرعب[4]

### مسلسلات
- زيك ولوثر[5]
- مودرن فاميلي

## وصلات خارجية
- ريد إيونج على موقع IMDb (الإنجليزية)
- ريد إيونج على موقع ألو سيني (الفرنسية)
- ريد إيونج على موقع أول موفي (الإنجليزية)
- ريد إيونج على موقع قاعدة بيانات الأفلام السويدية (السويدية)
- ريد إيونج على موقع قاعدة بيانات الفيلم (الإنجليزية)
- ريد إيونج على موقع كينوبويسك (الروسية)